# Pogonioefferia monki
Pogonioefferia monki là một loài ruồi trong họ Asilidae. Pogonioefferia monki được Bromley miêu tả năm 1951. Loài này phân bố ở vùng Tân Bắc giới.